# Relaciones México-Tuvalu
Las naciones de México y Tuvalu establecieron relaciones diplomáticas en 2006. Ambas naciones son miembros de las Naciones Unidas.

## Historia
México y Tuvalu establecieron relaciones diplomáticas el 27 de septiembre de 2006. Los vínculos se han desarrollado principalmente en el marco de foros multilaterales. 
En noviembre de 2010, el gobierno de Tuvalu envió una delegación de 16 miembros, encabezado por el ministro de Relaciones Exteriores de Tuvalu, Enele S. Sopoaga; para asistir a la Conferencia de las Naciones Unidas sobre el Cambio Climático de 2010 en Cancún, México.
En 2023, ambas naciones celebraron 17 años de relaciones diplomáticas.

## Misiones diplomáticas
- México está acreditado ante Tuvalu a través de su embajada en Wellington, Nueva Zelanda.[4]
- Tuvalu no tiene una acreditación para México.